# Sematophyllum subcylindricum
Sematophyllum subcylindricum är en bladmossart som beskrevs av George Osborne King Sainsbury 1952. Sematophyllum subcylindricum ingår i släktet Sematophyllum och familjen Sematophyllaceae. Inga underarter finns listade i Catalogue of Life.